# Цепелёв, Владимир Викторович
Владимир Викторович Цепелёв (род. 10 октября 1956) — советский легкоатлет, специалист по прыжкам в длину. Выступал за сборную СССР по лёгкой атлетике в конце 1970-х годов, чемпион Европы в помещении, многократный победитель и призёр первенств национального значения. Представлял Баку и Вильнюс. Действующий рекордсмен Азербайджана в прыжках в длину.

## Биография
Владимир Цепелёв родился 10 октября 1956 года.
Занимался лёгкой атлетикой в Баку, представлял Азербайджанскую ССР.
Впервые заявил о себе на взрослом всесоюзном уровне в сезоне 1977 года, когда выиграл серебряную медаль в прыжках в длину на чемпионате СССР в Москве. Будучи студентом, представлял страну на летней Универсиаде в Софии, где стал в своей дисциплине седьмым.
В 1978 году одержал победу на зимнем чемпионате СССР в Москве (показанный здесь результат 8,03 метра поныне остаётся национальным рекордом Азербайджана). Попав в основной состав советской национальной сборной, побывал на чемпионате Европы в помещении в Милане, откуда привёз награду бронзового достоинства. Позже превзошёл всех соперников и завоевал золото на летнем чемпионате СССР в Тбилиси, взял бронзу на чемпионате Европы в Праге.
В 1979 году стал бронзовым призёром на зимнем чемпионате СССР в Минске, победил на чемпионате Европы в помещении в Вене.
С 1981 года выступал за Вильнюс и Литовскую ССР, в частности в этом сезоне отметился победой на зимнем чемпионате СССР в Минске, победил в матчевой встрече со сборной США в Ленинграде.
В 1982 году был лучшим на зимнем чемпионате СССР в Москве.
В 1983 году получил бронзу на чемпионате страны в рамках VIII летней Спартакиады народов СССР.
Завершил спортивную карьеру по окончании сезона 1984 года.